# Livingston (California)
Livingston è una città degli Stati Uniti d'America, situata in California, nella contea di Merced.